# Mapa Topográfico Nacional

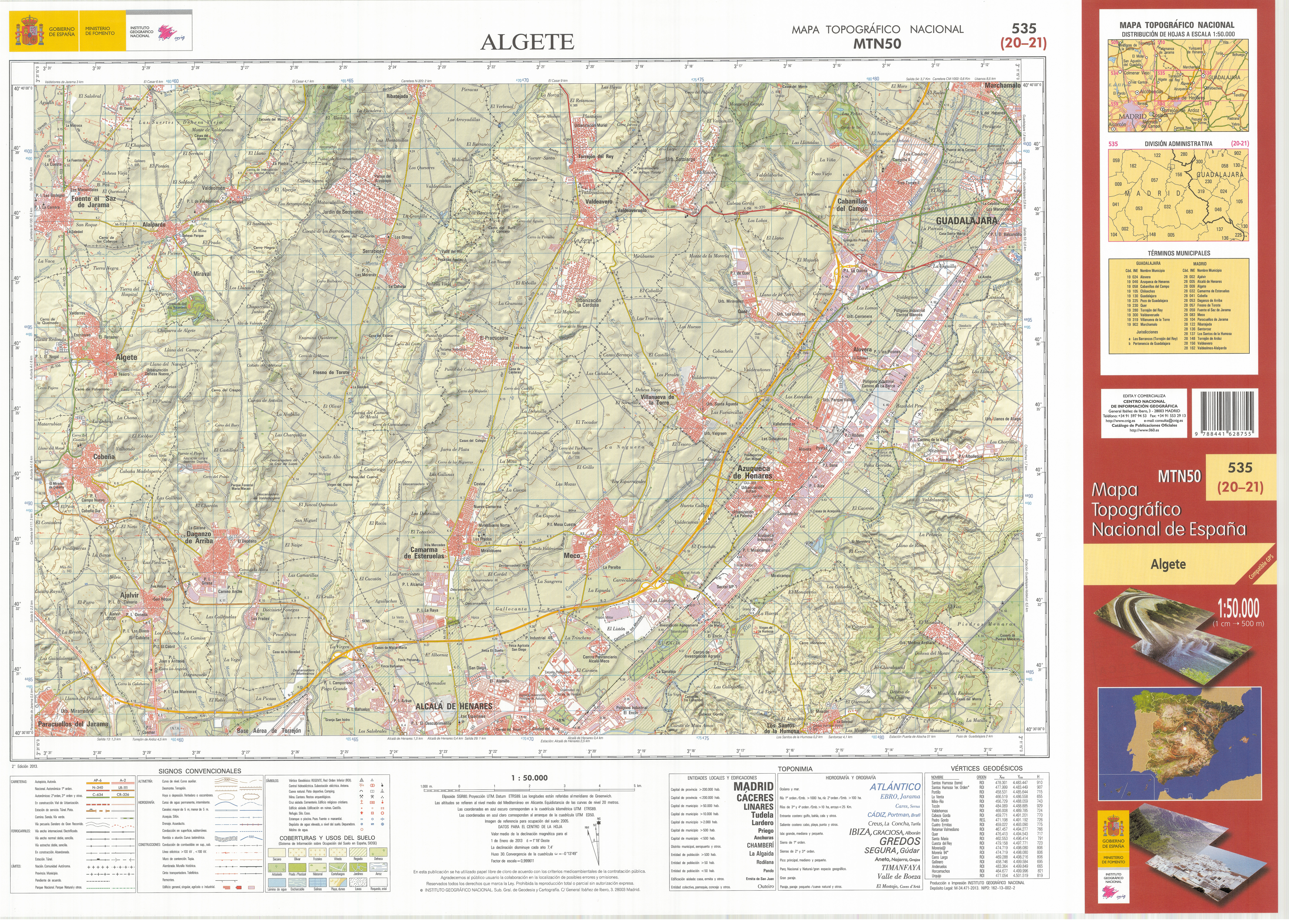
Hoja 535 del Mapa Topográfico Nacional a escala 1:50.000 (Algete), en su edición de 2013 (2ª edición digital).

El Mapa Topográfico Nacional es un conjunto de publicaciones cartográficas producidas por el Instituto Geográfico Nacional (IGN) de España. Está compuesto por seis series de mapas topográficos a diferentes escalas: 1:25.000, 1:50.000, 1:200.000, 1:500.000, 1:1.000.000 y 1:2.000.000, que abarcan la totalidad del territorio nacional. Esta cartografía topográfica es la base para la topografía temática producida por el IGN; y las series 1:25.000 y 1:50.000 conforman la cartografía básica oficial del Estado.
La primera hoja en publicarse fue la de Madrid en 1875, a escala 1:50.000, y los trabajos para completar la obra terminaron en 1968 con la publicación de la última hoja de la serie 1:50.000, la de San Nicolás de Tolentino.
De esta cartografía se pueden obtener datos del relieve, la hidrografía, los usos del suelo (recursos naturales, núcleos de poblamiento, infraestructuras), las divisiones administrativas, la toponimia, etc.
Todas las hojas del Mapa Topográfico Nacional, en sus diferentes escalas y ediciones, están disponibles bajo una licencia CC-BY-4.0.

## Series
Serie 1:25.000

Actualmente la serie básica y principal es el origen de las otras series. Está formada por 4.123 hojas, que representa cada una unas 12.500 ha. Usa la proyección UTM. La serie está digitalizada por completo.

Serie 1:50.000

Se compone de 1.125 hojas, y cada una representa unas 50.000 ha.
Históricamente ha sido la serie básica, aunque actualmente el IGN se centra más en la serie 1:25.000, y dejó de actualizar esta serie. La nueva producción de esta serie provendrá de la serie digital 1:25.000.
En 1968 se completa la serie 1:50.000.
Serie 1:200.000

Fue la elegida para la realización de la cartografía provincial. Se compone de 48 mapas, una para cada provincia española (las tres provincias vascas se representan en una sola hoja).
Serie 1:500.000

Fue la utilizada en el Atlas Nacional de España de 1965. Se usó la proyección de Lambert. Está formada por quince hojas.
Series 1:1.000.000 y 1:2.000.000

Estos tamaños de escala permiten la representación entera de España. Se usan también en algunos proyectos cartográficos europeos.